# Élections générales sud-africaines de 1915
Les élections générales sud-africaines du 20 octobre 1915 sont les deuxièmes élections législatives organisées en Union d'Afrique du Sud depuis la constitution du Dominion en 1910. Ces élections ont été remportées pour la 2e fois par le parti sud-africain du premier ministre Louis Botha sans toutefois obtenir la majorité absolue des suffrages des électeurs.
Ces élections sont marquées par l'émergence du parti national de James B. Hertzog, un parti républicain, dissident du parti sud-africain et axé sur la communauté afrikaner.

## Mode de scrutin
La chambre de l'assemblée du parlement sud-africain compte 130 sièges en 1915. 
En application du South Africa Act de 1910, le suffrage électoral est réservé aux hommes blancs âgés de plus de 21 ans. Selon les modalités définies dans chaque province, des restrictions censitaires relatives aux revenus et aux biens subsistent cependant pour cette catégorie de population. Dans la province du Cap, un système de franchise électorale non raciale, hérité de la colonie du Cap et basé sur l'instruction, le salaire et la propriété, permet aux hommes de couleur (Coloureds et Noirs) de bénéficier également du droit de vote et d'émarger sur les mêmes listes électorales que les Blancs. Un système similaire plus restrictif existe aussi au Natal.
Le mode de scrutin appliqué depuis la formation de l'Union d'Afrique du Sud est celui du scrutin uninominal majoritaire à un tour par circonscriptions. Son avantage est de permettre l'élection d'un candidat qui aura obtenu le plus de voix sur sa circonscription électorale mais son principal défaut est aussi de permettre l'élection d'un candidat qui peut se révéler minoritaire quand il n'a pas obtenu plus de 50 % des voix. 
La délimitation des circonscriptions électorales a été modifiée en 1913. 
| Provinces        | province du Cap | Natal | État libre d'Orange | Transvaal | Total |
| ---------------- | --------------- | ----- | ------------------- | --------- | ----- |
| Nombre de sièges | 51              | 17    | 17                  | 45        | 130   |

## Forces politiques en présence

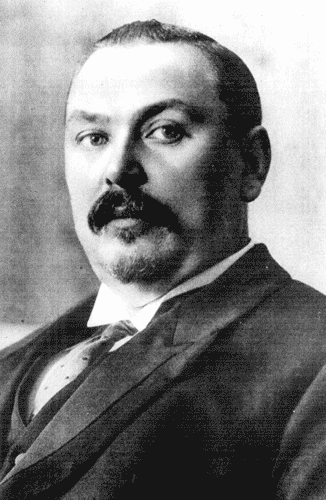
Louis Botha (1862 – 1919), premier Premier ministre de l'Union sud-africaine

Le Parti sud-africain (SAP) est au pouvoir depuis 1910 et Louis Botha dirige le gouvernement depuis la formation de l'État sud-africain. C'est un parti modéré, dont l'objectif est de favoriser la réconciliation politique, économique et sociale entre Blancs anglophones et les vaincus de la seconde guerre des Boers (les Afrikaners). Il est également soutenu par les électeurs de couleur de la province du Cap. 
La principale opposition est représentée par le parti unioniste, un parti pro-britannique, dont les sympathisants se considèrent aux avant-postes de l'Empire et qui considère que la loyauté de l'Afrique du Sud doit être totale envers Londres. 
Le Parti national (NP) s'est constitué en 1914 sur un programme d'indépendance nationale teintée de républicanisme, pro-Afrikaans et favorable à un renforcement de la ségrégation raciale sur le marché du travail, notamment dans les grands centres industriels du Witwatersrand. Son programme se résume d'ailleurs globalement par son slogan de campagne qui est L'Afrique du Sud d'abord (South Africa First). Le parti national craint plus particulièrement l'acculturation des Afrikaners par les anglophones et propose également une politique plus nette de séparation entre les deux groupes de la population blanche. Ce parti est dirigé par James B. Hertzog, général boer et ancien ministre. Il a le soutien, dans son fief de l'État libre d'Orange, des fermiers, des fonctionnaires et des pasteurs de l'Église réformée hollandaise ainsi que le soutien des riches agriculteurs du Cap-occidental, des éleveurs du Karoo et de toute une petite bourgeoisie urbanisée de langue afrikaans. Son assise est moins assurée au Transvaal où il est concurrencé par le parti travailliste dans les zones urbaines.
Les quelques partis noirs existant comme le congrès national africain ne concourent pas à ces élections et leurs aspirations ne sont pas un sujet électoral pour les partis blancs.

## Campagne électorale
Marquée par la rébellion Maritz, la campagne électorale se focalise sur l'entrée en guerre au côté des Britanniques et l'invasion du Sud-Ouest africain allemand, contesté par le parti national favorable à la neutralité dans le conflit européen. 
Seules 122 circonscriptions font l'objet d'une compétition électorale permettant à 5 candidats unionistes, 2 SAP et un NP d'être automatiquement élus sans opposition. Le SAP présente en tout 86 candidats contre 83 pour le NP, 39 pour les unionistes et 49 pour les travaillistes. 

## Résultats
Au soir des élections, le Parti sud-africain obtient la majorité relative des voix (36 %) face au parti national (29 %) qui apparait alors comme la première force politique d'opposition (7 élus dans la province du Cap, 16 dans l'État libre d'Orange, 4 au Transvaal et aucun au Natal). Cependant, en nombre de sièges, le parti unioniste, plus concentré sur le Natal et la province du Cap, continue de constituer la principale force d'opposition parlementaire bien qu'il approuve majoritairement les options politiques du gouvernement. 
Plus particulièrement, à Cradock dans la province du Cap, Daniel François Malan, le chef provincial du parti national, échoue à remporter le siège face à Hercules Christiaan van Heerden, député sortant du parti sud-africain et ministre de l'Agriculture dans le gouvernement Botha. De son côté, le chef des travaillistes, Frederic Creswell, est battu de 13 voix dans la circonscription de Bezuidenhout par le candidat du parti unioniste.